# 伊勢ノ海五太夫
伊勢ノ海 五太夫（いせのうみ ごだゆう、? - 安永3年7月9日（1774年8月15日））は、武蔵国（現在の埼玉県）出身の元大相撲力士。

## 来歴
現在の埼玉県加須市戸崎出身。
現役時代は初代春日山鹿右衛門の弟子、頭書は「仙台」。現役時代の事績は資料が少なく不明であるが、寛保3年（1734年）時点では東前頭11枚目、宝暦4年（1754年）時点では西前頭14枚目に在籍していることが確認できるという。
年寄となってからの伊勢ノ海が知られており、1755年に四股名をそのまま年寄名跡とし、以後、勧進元5回、差添（勧進元の補佐的地位）12回を務めていることから、江戸相撲会所（現在の日本相撲協会）内で興行的手腕のある中心的人物であったようである。また、指導者としても、伊勢ノ海部屋を開き、大関・白川関右エ門、関脇・関ノ戸億右エ門らを育てた。部屋は隆盛し、現在も最古の相撲部屋として存続している。
安永3年（1774年）7月9日没。